# Roncus jaoreci
Roncus jaoreci är en spindeldjursart som beskrevs av Bozidar P.M. Curcic 1984. Roncus jaoreci ingår i släktet Roncus och familjen helplåtklokrypare. Inga underarter finns listade i Catalogue of Life.